# Еврейский камень
Евре́йский ка́мень, пи́сьменный грани́т (или еври́т, евре́йский шпат, руни́ческий грани́т, руни́т, графи́ческий пегмати́т, норве́жский тинт, тамга́-ка́мень, грани́т апо́стола Матфе́я и другие региональные названия.) — одна из наиболее декоративных разновидностей гранита-пегматита, в которой полевой шпат (как основная порода) и кварц (как включение), упорядоченным образом прорастая один в другой, образуют видимый на сколе или полированной поверхности прерывистый рисунок, напоминающий клинопись или другие письмена.

## Этимология и история
Среди всех древних памятников внешне непонятной «клиновидной» письменности на Руси более других было известно именно еврейское письмо. Асимметричные кристаллы кварца, располагаясь внутри гранита, выглядят как буквы иврита, отчего и произошло метафорическое название минерала «Еврейский камень».
В зависимости от ассоциативного ряда и характера распределения примесей внутри камня, внедрённый в структуру минерала рисунок также может напоминать арабские письмена, германские руны, персидскую клинопись, родовую тамгу́, математические формулы или даже «азбуку Морзе».
Согласно господствующим в конкретной местности или этносе представлениям, привычным для каждого конкретного народа, в разных странах Европы этот камень носит другие названия: учительский камень, рунит, рунический гранит (рунический пегматит), еврейский шпат, жидовский гранит, графический пегматит, норвежский тинт, тамга-камень, рябчик или гранит апостола Матфея. Обычно еврейский камень встречается как включение в жилах или породах небольших гранитных массивов.

## Свойства и строение
Письменный гранит представляет собой одну из самых известных декоративных разновидностей гранитного (гранитоидного) пегматита и встречается в качестве включений или жил в обширных пегматитовых полях, разбросанных по всему миру. Особенности строения этого минерала связаны с его магматическим происхождением (из гранитной пегматитовой магмы). В остывающем раскалённом расплаве тонкие струйки расплавленного кварца проникали в полевой шпат, образуя причудливый клиновидный узор.
Причём, в минералогии выделяется два понятия о «пегматитах». Первое из них, где пегматит рассматривается в качестве геологического тела магматического происхождения — напрямую не связано с письменными гранитами. Напротив того, чисто структурный минералогический термин «пегматит», обозначающий вполне конкретный минерал, расплавную смесь кварца и полевого шпата, упорядоченно проросших друг в друга и, притом, в определённых количественных соотношениях — собственно, это и есть «письменный гранит» или «еврейский камень». Образования подобного рода встречаются главным образом в гранитных пегматитах.
Местоположение письменных гранитов в пегматитовых жилах в целом определяется процессом зонального остывания магмы. Во многих пегматитовых телах до сих пор можно наблюдать ясно выраженное зональное строение и довольно чёткое распределение минералов по группам. К примеру, в пегматитах Мурзинского района (Урал) внешние зоны контакта жилы с вмещающими их гранитами сложены из светлой тонкозернистой породы (аплита). Затем, ближе к центральной части жилы они постепенно сменяются полосами «письменного гранита». А дальше, сдвигаясь к срединной части, следуют зоны всё более крупнокристаллических масс полевого шпата и кварца.
Особенно наглядным будет выглядеть строение письменного гранита, если распилить этот минерал не поперёк, а строго вдоль жилок серого кварца. В таком случае они будут напоминать уже не письмена, а длинные палочки (струйки) толщиной со спичку или графитный карандаш. И только при поперечном разломе струйки кварца становятся похожи на буквы какого-то неизвестного алфавита. Равным образом, и при изменении угла распила породы будет меняться и «стиль», и чёткость, и форма письменных знаков.

## Месторождения
Рунический гранит (как одна из разновидностей полевого шпата) — совсем не редкий камень. Пожалуй, наибольшую трудность составляет распилить камень в точном направлении и выбрать из многих образцов наиболее эффектные и декоративные.
Достаточно часто разновидности еврейского камня встречаются в пегматитовых полях многих стран мира, в том числе, и России. Есть он, в частности, в Иркутской области, в Карелии и на Урале (в Ильменских горах). За крапчатую поверхность уральские горняки прозвали эту породу «рябчиком». Особую черту месторождения еврейского шпата в Ильменских горах составляет его чередование с другим аналогичным минералом — амазонитом, который ценится значительно выше, прежде всего, по причине своей яркой расцветки.
В своё время пейзажное изобилие еврейского камня на Восточном Саяне наблюдал князь Кропоткин, побывавший в середине XIX века в Бурятии и затем подробно описавший свои путевые впечатления в заметках «Поездка в Окинский караул» (1867 год). В частности, он обратил внимание на большое количество этих крапчатых камней, там и тут разбросанных прямо на поверхности почвы в Тункинской котловине, именно в том месте, где когда-то ранее по его наблюдениям было большое озеро. Вода этого естественного водоёма когда-то стояла на четыре метра выше теперешнего уровня пади Жемчуга, но затем отступила, обнажив размытые горные породы. По подробному описанию князя Кропоткина, горный ручей (местные жители называют его Жемчугом за изобилие известковых отложений на дне и берегах), текущий среди изобилия обломков гнейсов и гранитов, пролегал как раз по дну бывшего озера. ― Донный гнейс весь пронизан частыми жилами кварца и перемежается с гранитом и сиенитом, имеющим слоистое строение. А выше, непосредственно над гнейсом лежит зернистый известняк с прожилками розового кварца: пласты его, изрезанные жилами гранита и еврейского камня, падают вниз к юго-юго-западу.
Одни из самых красивых и загадочных российских письменных гранитов происходят — из Мурманской области, из копей Ковдорского района:104. Письмена на этих пегматитах иногда отличаются особенной «развитостью» и в лучших образцах напоминают настоящие тексты на каком-то древнем языке.
Интересные образцы рунического пегматита встречаются во Франции (северо-запад Центрального массива). Почти белоснежная основная порода пронизана тёмно-серыми угловатыми «иероглифами», которые выглядят контрастно даже на необработанных образцах минерала.

## Применение
Еврейский камень (или письменный гранит) — одна из самых декоративных и эффектных разновидностей пегматита. По классификации А. Е. Ферсмана и М. Бауэра этот минерал отнесён к поделочным (полудрагоценным) камням первого порядка. К тому же (первому) порядку поделочных камней относятся такие материалы как: нефрит, лазурит, глауконит, содалит, амазонит, лабрадор, орлец, малахит, авантюрин, кварцит, дымчатый кварц, горный хрусталь, агат (с его разновидностями), яшма, везувиан и розовый кварц.
Не сам гранит-пегматит (как материал) представляет основную ценность в этой породе, но её внешние декоративные свойства, резко отличающие еврейский камень от прочих минералов. Полевой шпат и кварц в этой породе, прорастая друг в друга, образуют узор, в лучших образцах напоминающий какие-то древние письмена или древнеассирийскую клинопись, на него хочется смотреть, разглядывать и разгадывать. У своего обладателя он зачастую вызывает ощущение многозначительности или даже какой-то сопричастности «тайному знанию». Это делает еврейский камень популярным в производстве декоративных изделий. Кроме того, письменный гранит достаточно прочен и устойчив в пользовании. Это позволяет употреблять его не только в качестве вставок и камей, но и в качестве поделочного камня — для шкатулок (с «тайными» письменами) или сувениров, изображающих «древние папирусы» или священные скрижали.
Цвет основного фона, на котором видимым образом располагаются полупрозрачные кварцевые «письмена», чаще всего — светлый, от белого до салатно-зеленоватого, благодаря чему «иероглифы» выглядят тёмными (с тенью), словно бы выбитыми зубилом или написанными слегка выцветшими от времени чернилами. Но даже и необработанные (нешлифованные) куски или обломки еврейских камней, будь то просто раскиданные вдоль тропы или употреблённые в качестве строительного материала — непроизвольно приковывают к себе внимание стороннего наблюдателя.
Внимательно отобранные и удачно распиленные образцы рунита очень красивы в полировках, и прежде всего, этот камень привлекает и держит внимание своим загадочным эффектом «тайнописи». А некоторые обломки или небольшие окатанные водой камни столь хороши, что могут стать украшением интерьера и безо всякой обработки, как справедливо заметил в своём романе «Лезвие бритвы» Иван Ефремов. Буквально в нескольких словах описывая интерьер с расставленными на столиках классическими образцами уральских самоцветов, он перечислил всё то, что составляло, по его мнению, нетронутую природную красоту: «…сростки хрусталя, друзы аметиста, щётки и солнца турмалина, натёки малахита и пёстрые отломы еврейского камня…»

## Еврейский камень в культуре
Поскольку науке известны тысячи камней с высеченными на них (или нарисованными несмываемой краской) древними пиктограммами, в средние века и позднее графический гранит нередко принимали за продукт культурный, а не тектонический. Как следствие, не раз предпринимались серьёзные попытки «расшифровать» тайные письмена еврейского камня. Тем более что среди камней иногда встречались экземпляры, узор которых совпадал с известными в том или ином алфавите буквами.
К примеру, «надпись» (вернее было бы сказать «узор») на одном из камней, обнаруженных учёными на Урале, в отдельных элементах в точности совпадала с древнееврейским письмом. Можно было без труда прочитать отдельные буквы и даже сложить в слоги. Поневоле напрашивался вывод: неужели древнееврейские племена в незапамятном прошлом населяли Урал? — Ответ на исторический вопрос был получен при помощи минералогии. В 1930-е годы еврейский камень изучал академик А. Е. Ферсман. И прежде всего, он обратил внимание, что надписи нанесены удивительно технологичным образом, навряд ли доступным древнему человеку: они «читаются» не только на поверхности камня, но и в глубину, во всём массиве породы. Если письменный гранит разрезать, то узоры окажутся примерно одинаковыми и на верхней, и на нижней стороне. Отсюда и стало понятно, что еврейский камень представляет собой магматический продукт: когда в массу светлого полевого шпата проливались тонкие тёмно-серые струйки кварца и затем застывали, образуя причудливый графический рисунок. Вот как описывал этот процесс сам академик Ферсман:

«…Эти <пегматитовые> жилы, как ветви дерева, расходились в стороны от гранитного очага, прореза́ли в разных направлениях поверхностные части гранитного массива, врывались в сковывавшую оболочку других пород. Кристаллизация таких жил шла приблизительно при 700—500°. Здесь уже не было больше сплава в полном смысле этого слова, не было и чистого водного раствора: это было особое состояние взаимного растворения и насыщения огромными количествами паров и газов. Но затвердевание этих жил шло далеко не просто и не так скоро. Оно начиналось по стенкам с окружающими породами и медленно шло к середине, всё более суживая свободное пространство жилы. В одних случаях получались крупнозернистые массы, в которых отдельные кристаллы кварца и полевого шпата достигали величины трёх четвертей метра, а пластинки чёрной или белой слюды — размеров большой тарелки. В других отдельные минералы сменялись в строгой последовательности, но чаще всего получались те удивительные структуры, которые принято называть письменным гранитом или еврейским камнем. Но образованием красивых письменных гранитов ещё не оканчивается заполнение жилы…»— Александр Ферсман, «Занимательная минералогия»
Народы, населявшие российские побережья северных морей (Баренцева или Белого) с древности почитали письменный гранит священным камнем, поклонялись ему как божественному посланию и называли тамга-камнем. По местным верованиям, духи земли поставили на эти камни свою тайную отметину: тамгу.

### В литературе
«…Красоту этих копей составляет не только самый амазонит прекрасного сине-зелёного тона, но его сочетание со светлым серовато-дымчатым кварцем, который прорастает его в определённых направлениях, образуя правильный красивый рисунок. Это — то мелкий узор древнееврейских письмён, то крупные серые иероглифы на зеленовато-голубом фоне. Разнообразны и своеобразны эти рисунки письменного гранита, и невольно стараешься в них прочесть какие-то неведомые нам письмена природы. Восторгались ими путешественники, исследователи конца XVIII века. Из них готовили красивые столешницы, которые и теперь украшают залы Эрмитажа. Эти камни привлекают и современных учёных, ищущих объяснения всех явлений природы…»— Александр Ферсман, «Занимательная минералогия»

«…Так как уже было поздно, а впереди предстояло ещё два трудных переезда через Жемчуг, то я перешёл на правый его берег и еле выбрался среди густого леса, грязи и мшистых кочек к горам правого берега, где встретил обнажения только еврейского камня, простирающиеся на полверсты. В сиените попадается вениса. Жемчуг катит свои быстрые волны, извиваясь по пади и нанося громадные валуны гранитов, еврейского камня с кристаллами жёлтого шерла, зернистого кварца, облечённого чёрною слюдою гнейсов и других кристаллических сланцев…»— Пётр Кропоткин «Поездка в Окинский караул» (глава II «Тункинская котловина»)

«…Я не ошибся. Уже входя в деревню, приветливо улыбавшуюся мне среди виноградников, я увидел, что здесь ценят и умеют любить камень: в каменных заборах осторожно и любовно вставлены были глыбы пегматитов со „щётками“ полевого шпата и кварца, а в одном доме, у входа, в оштукатуренную стену был замурован обломок жилы с красивым розовым турмалином. Я постучался, кое-как на своём ломаном итальянском языке сговорился со стариком, хозяином дома, и мы пошли. Скоро по камням, обрамлявшим узкую тропу, я смог догадаться, что мы приближаемся к Гротта-Доджи: глаза уже разбегались при виде кусков письменного гранита с большими длинными копьями чёрной слюды…»— Александр Ферсман, «Воспоминания о камне»